# Taraclia (arrondissement)
Taraclia is een arrondissement van Moldavië. Het arrondissement zetelt in Taraclia. 66% van de inwoners van het arrondissement zijn Bulgaren.
De 15 gemeenten, incl. deelgemeenten (localitățile), van Taraclia:
- Albota de Jos, incl. Hagichioi en Hîrtop
- Albota de Sus, incl. Roșița en Sofievca
- Aluatu
- Balabanu
- Budăi, incl. Dermengi
- Cairaclia
- Cealîc, incl. Samurza en Cortenul Nou
- Corten
- Musaitu
- Novosiolovca
- Salcia, incl. Orehovca
- Taraclia, met de titel orașul (stad)
- Tvardița
- Valea Perjei
- Vinogradovca, incl. Chirilovca, Ciumai en Mirnoe.